# گرافیت اکسید

ساختار پیشنهاد شده در سال ۱۹۹۸ با گروه‌های عملکردی. A: پل‌های اپوکسی، B: گروه‌های هیدروکسیل، C: گروه‌های کربوکسیل در دو طرف.

اکسید گرافیت (به انگلیسی: Graphite oxide) که قبلاً اکسید گرافیتی یا اسید گرافیتی نامیده می‌شد، ترکیبی از کربن، اکسیژن و هیدروژن در نسبت‌های متغیر است که توسط پردازش گرافیت با اکسید کننده‌های قوی حاصل می‌شود. محصول حداکثر اکسید شده جامد زرد است با نسبت C: O بین ۲٫۱ و ۲٫۹، که ساختار لایه گرافیت را حفظ می‌کند، اما فاصله ای بسیار بزرگ‌تر و نامنظم دارد. مواد فله‌ای در محلول‌های اساسی به منظور تولید ورق‌های منوموکولاریک، به روش گرافن به شکل گرافیتی به نام گرافین اکسید شناخته می‌شود. ورق‌های اکسید گرافن برای تهیه مواد کاغذی شبیه به غشا، غشاها، فیلم‌های نازک و مواد کامپوزیتی استفاده شده‌اند. در ابتدا، اکسید گرافین جذب قابل توجهی به عنوان یک میادین احتمالی برای ساخت گرافن بود. گرافن به دست آمده با کاهش اکسید گرافین هنوز دارای نقایص شیمیایی و ساختاری است که برای برخی از برنامه‌ها مشکل است، اما مزیت دیگری برای برخی دیگر است.

## تاریخ و تهیه
اکسید گرافیت برای اولین بار توسط بنجامین سی. برودی شیمیدان آکسفورد در سال ۱۸۵۹ توسط پردازش گرافیت با مخلوطی از کلرات پتاسیم و اسید نیتریک دمیده شده تهیه شد. او سنتز "کاغذهای فویل" با ضخامت ۰٫۰۵ میلیمتر را گزارش کرد. در سال ۱۹۵۷ هومرز (Hummers) و آفمن (offeman) یک فرایند ایمن تر، سریعتر و کارآمدتر به نام روش هومرز (Hummers 'Method)، با استفاده از مخلوطی از اسید سولفوریک (H2SO4)، نیترات سدیم(NaNO3) و پرمنگنات پتاسیم (KMnO4)، که هنوز هم به‌طور گسترده‌ای مورد استفاده قرار می‌گیرند، اغلب با برخی از اصلاحات ایجاد شده‌است. بزرگترین یکپارچه (GO) با چارچوب کربن بسیار نادیدنی و کمترین غلظت ناخالص باقی مانده می‌تواند در ظروف بی اثر با استفاده از واکنش دهنده‌های بسیار خالص و حلال‌ها سنتز شود. اکسید گرافیتی تغییرات قابل توجهی از خواص را با توجه به درجه اکسیداسیون و روش سنتز نشان می‌دهد. به عنوان مثال، نقطه درجه حرارت از انفجار، انفجاری به‌طور کلی برای اکسید گرافیت آماده شده توسط روش برودی در مقایسه با اکسید گرافیت (Hummers)، تفاوت تا ۱۰۰ درجه با نرخ حرارت مشابه است. خواص هیدراتاسیون و حلال اکسید گرافیت برودی و هومرز نیز قابل توجه متفاوت است. اخیراً مخلوطی از اسیدسولفوریک (H2SO4) و پرمنگنات پتاسیم (KMnO4) برای برش نانولوله‌های کربنی باز به‌طور طولی استفاده می‌شود که منجر به ایجاد روبانهای تختی گرافیکی گرافن، چند اتم گسترده، با لبه‌های "capped" توسط اتم‌های اکسیژن (O) یا گروه‌های هیدروکسیل (-OH) می‌شود. گرافیت (گرافن) اکسید (GO) همچنین با استفاده از روش سنتز "پایین" (روش تانگ-لوا) که در آن تنها منبع گلوکز است؛ فرایند ایمن تر، ساده‌تر و سازگار با محیط زیست نسبت به روش سنتی "بالا به پایین" است، که در آن اکسیدکننده قوی درگیر است. یکی دیگر از مزیت‌های مهم تانگ لو، اعم از تک لایه به چند لایه با تنظیم پارامترهای رشد، روش کنترل ضخامت است.

## ساختار

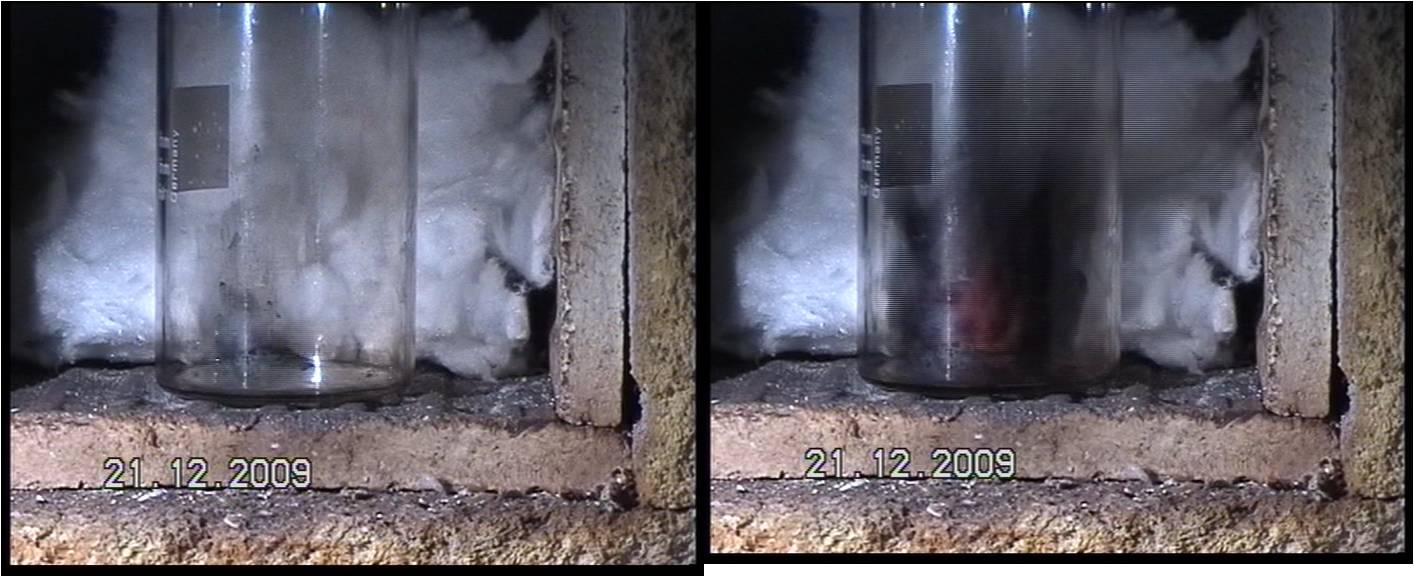
لایه برداری از اکسید گرافیت در دمای بالا، تصاویری از ویدئو موجود در اینجا: لایه برداری موجب افزایش ده برابر حجم نمونه و تشکیل پودر کربن با غلظت چند لایه گرافن می‌شود.

ساختار و خواص اکسید گرافیت بستگی به روش سنتز خاص و درجه اکسیداسیون دارد به‌طور معمول، ساختار لایه ای گرافیت والدین را حفظ می‌کند، اما لایه‌ها کنار هم قرار می‌گیرند و فاصله بین دو لایه تقریباً دو برابر بزرگتر (~ ۰٫۷ نانومتر) از گرافیت است. «اکسید» به‌طور جدی یک نام نادرست اما تاریخی است. بعلاوه گروه‌های اپوکسید اکسیژن (برهم خوردن اتم‌های اکسیژن)، دیگر گروه‌های کاربردی به صورت آزمایشگاهی یافت می‌شوند: کربنیل (C = O)، هیدروکسیل (OH)، فنول، برای اکسید گرافیت با استفاده از اسید سولفوریک (گوگرد در اغلب موارد، به عنوان مثال در یک فرم از گروه‌های ارگانواسولفات پیدا شده‌است). شواهدی از «انحراف» (انحراف از منظر)، تاشو و ترک خوردگی ورق‌های اکسید گرافن در هنگام رسوب لایه‌ها بر روی انتخاب لایه هاست. ساختار دقیق هنوز هم به دلیل اختلال شدید و بسته‌بندی نامنظم از لایه‌ها قابل درک نیست. لایه اکسید گرافین حدود ۱٫۱ ± ۰٫۲ نانومتر است. میکروسکوپ تونل زنی اسکن نشان می‌دهد حضور مناطق محلی که اتم‌های اکسیژن در یک الگوی مستطیلی با ثابت شبکه ۰٫۲۷ × ۰٫۴۰ نانومتر مرتب شده‌اند. لبه‌های هر لایه با گروه‌های کربوکسیل و کربونیل خاتمه می‌یابد. طیف‌سنجی اشعه ایکس نشان می‌دهد که حضور چندین نقطه C1s، تعداد آنها و شدت نسبی بسته به نوع روش اکسیداسیون خاص مورد استفاده قرار می‌گیرد. تخصیص این قله به نوع خاصی از انواع کارکرد کربن تا حدودی نامطلوب است و همچنان تحت اختلاف است. اکسید گرافیت هیدروفیلی است و به راحتی در هنگام قرار گرفتن در معرض بخار آب یا غوطه ور شدن در آب مایع هیدرات می‌شود و در نتیجه افزایش متقاطع بین سطح فلزی (تا ۱٫۲ نانومتر در حالت اشباع) افزایش می‌یابد. آب اضافی نیز به دلیل اثرات ناشی از فشار بالا به فضای بین لایه ای وارد شده‌است. حداکثر حالت هیدراتاسیون اکسید گرافیت در آب مایع مربوط به قرار دادن ۲–۳ تک لایهٔ آب است، خنک کردن نمونه‌های گرافیت اکسید منجر به «گسترش پراکندگی منفی منفی» و در زیر نقطهٔ انجماد آب می‌شود که منجر به حذف یک آب تک لایه و انقباض شبکه خواهدشد. حذف کامل آب از ساختار به نظر می‌رسد دشوار است از حرارت در ۶۰–۸۰ درجه سانتی گراد منجر به تجزیه جزئی و تخریب مواد می‌شود.
اکسید گرافیت مشابه با آب، همچنین به راحتی، دیگر حلالهای قطبی را در بر می‌گیرد؛ به عنوان مثال الکل‌ها با این حال، تداخل حلال‌های قطبی به‌طور قابل توجهی در اکسید گرافیت برودی و هومرز متفاوت است. اکسید گرافیت برودی در شرایط محیطی توسط یک تک لایه از الکل‌ها و چندین حلال دیگر (به عنوان مثال دی متیل فرمامین و استون)، زمانی که مایع حلال در دسترس است بیش از حد افزایش می‌یابد. جداسازی لایه‌های اکسید گرافیت متناسب با اندازه مولکول‌های الکل است. خنک کردن اکسید گرافیت برودی که در غلظت متانول، اتانول، استون و دی متیل فرمالید مایع غوطه ور می‌شود باعث می‌شود که یک لایهٔ حلال اضافی و گسترش شبکه را به گام بپیچاند. انتقال فاز شناسایی شده توسط پراش اشعه ایکس و DSC برگشت‌پذیر است؛ انجماد یکنواخت حلال زمانی مشاهده می‌شود که نمونه از دماهای پایین گرم می‌شود. تک سطحی متانول و اتانول اضافی به صورت برگشت‌پذیر در ساختار گرافیت اکسید برودی نیز در شرایط فشار بالا قرار می‌گیرد. اکسید گرافیت هومرز با دو ماده متانول یا اتانول که در دمای محیط قرار دارند، افزایش می‌یابد. فاصله بین لایه اکسید گرافیت هومرز بیش از الکلهای مایع به تدریج پس از کاهش دما افزایش می‌یابد و به ترتیب به ۴/۱۹ و ۴/۲۰ و در دمای ۱۴۰ کیلوگرم برای متانول و اتانول افزایش می‌یابد. گسترش تدریجی لایه اکسید گرافیت هومرز بر روی خنک‌کننده مربوط به قرار دادن حداقل دو تک لایهٔ حلال اضافی است. اکسید گرافیت وقتی که به سرعت در دمای معینی (~ ۲۸۰–۳۰۰ درجه سانتیگراد) با تشکیل کربن آمورف به خوبی پراکنده شده، تا حدودی شبیه به کربن فعال است، انفجار می‌کند و تجزیه می‌شود.